# 648 v. Chr.
Portal Geschichte | Portal Biografien | Aktuelle Ereignisse | Jahreskalender | Tagesartikel

◄ |
8. Jahrhundert v. Chr. |
7. Jahrhundert v. Chr. |
6. Jahrhundert v. Chr. |
►

◄ | 660er v. Chr. | 650er v. Chr. | 640er v. Chr. | 630er v. Chr. |
620er v. Chr. |
►

◄◄ | ◄ | 651 v. Chr. | 650 v. Chr. | 649 v. Chr. | 648 v. Chr. |
647 v. Chr. |
646 v. Chr. |
645 v. Chr. |
► |
►►

## Ereignisse

### Politik
- 20. Regierungsjahr des babylonischen Königs Šamaš-šuma-ukin (648 bis 647 v. Chr.): Am 12. Juli[1] (14. Du'uzu) Eroberung von Babylon durch seinen Bruder und assyrischen König Aššur-bāni-apli. Šamaš-šuma-ukin wird während des Angriffes getötet.

### Wissenschaft und Technik
- 20. Regierungsjahr des babylonischen Königs Šamaš-šuma-ukin: Im babylonischen Kalender fiel das babylonische Neujahr des 1. Nisannu auf den 31. März–1. April[1]; der Vollmond im Nisannu auf den 13.–14. April[1] und der 1. Tašritu auf den 24.–25. September[1].[2]